# Carl Tausig

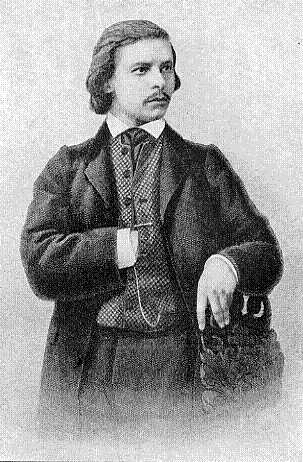
Carl Tausig.

Carl Tausig o Karl Tausig (Varsovia, 4 de noviembre de 1841 — Leipzig, 17 de julio de 1871) fue un pianista y compositor polaco.

## Biografía
Carl Tausig nació en Varsovia en una familia judía, y recibió sus primeras lecciones de piano de su padre. 
Posteriormente conoció a Franz Liszt en Weimar y se convirtió en su alumno favorito, viajando con él en sus giras de conciertos y estudiando contrapunto, composición y orquestación, además de recibir lecciones de piano.
A los 16 años conoció a Richard Wagner, de quien se hizo un devoto seguidor. 
Wagner se alegró de patrocinarlo (como es evidente en la autobiografía de Wagner Mi vida) a pesar de su origen judío. Tausig hizo arreglos pianísticos de muchas óperas de Wagner. 
También presentó a Wagner a su amigo Peter Cornelius, otro adepto de Wagner.
Tausig se estableció en Alemania y abrió una escuela de piano en Berlín en 1865 que, sin embargo, cerro poco después. Hizo giras por toda Europa, haciéndose conocido por su ejemplar técnica. Murió en Leipzig de tifoidea a los 29 años.
Su producción como compositor es muy pequeña y poco explorada hoy. Además de sus obras completamente originales, hizo arreglos de obras de varios compositores, y escribió varias obras pedagógicas (obras para la enseñanza y la práctica). 
Entre sus más famosas transcripciones hay una de la Toccata en re menor, BWV 565 de Johann Sebastian Bach.